# Desa Balung (administrativ by i Indonesien, lat -7,75, long 113,91)
Desa Balung är en administrativ by i Indonesien.   Den ligger i provinsen Jawa Timur, i den västra delen av landet, 800 km öster om huvudstaden Jakarta.